# گورستان بزن‌آباد
قبرستان بزن آباد مربوط به دوره قاجار است و در شهرستان هرسین، بخش بیستون، دهستان چمچمال، ضلع غربی روستای بزن آباد علیا واقع شده و این اثر در تاریخ ۲۶ اسفند ۱۳۸۷ با شمارهٔ ثبت ۲۵۶۵۷ به‌عنوان یکی از آثار ملی ایران به ثبت رسیده است.